# Книга Иисуса Навина
Книга Иису́са Нави́на (ивр. יְהוֹשֻׁעַ‎ Йехошуа) — книга, входящая в состав еврейской Библии (Танах) и Ветхого Завета. Первая книга раздела Невиим еврейской Библии.
В разных переводах на русский язык носит названия:
«книга Иошуи»;
«книга Иошуа»;
«книга Иехошуа»;
«Йегошуа»;
«Иеѓошуа».

## Описание
Описывает историю еврейского народа от смерти Моисея до смерти Иисуса Навина (первая половина XIII века до н. э. — вторая половина XIII века до н. э.).
По еврейской традиции автором книги является сам Иисус Навин (за исключением последних строк, повествующих о его смерти и похоронах, которые были дописаны пророком Самуилом). Помещается вслед за Пятикнижием Моисея, находится в теснейшей связи с ним и составляет его продолжение, так что некоторые учёные критики (Дилльман и др.) прямо относят его к этой группе библейских книг, которую они вследствие этого называют «Шестикнижием».
Книга рассказывает о завоевании Ханаана израильтянами под предводительством Иошуи (Иисуса Навина) и о разделении Земли Израильской между коленами. Она заканчивается повествованием о последних днях и смерти великого предводителя. Вся книга состоит из двадцати четырех глав и распадается на две главные части и добавление. Повествование включает: 1) события, последовавшие за смертью Моисея; вторжение в страну и её покорение; 2) разделение страны; 3) действия реубенитов и пр.; два обращения Иисуса Навина к израильтянам незадолго до его смерти; к этому прибавлены краткие объяснения относительно места его погребения и распоряжений, касающихся останков Иосифа.
Книга составляет сборник реляций с поля битвы, изобилует рассказами, которые ярко характеризуют еврейское военное право в древности. По оценке Брокгауза-Ефрона, критика указывает некоторые анахронизмы в книге, но в общем та «носит на себе печать современности и исторической правды». Наиболее трудным является сопоставление времени появления Израиля во главе с Иисусом Навином в Ханаане (XIII в. до н. э) и времени разрушения городов Ханаана (археологически датируются в промежутке от XV до середины XII вв. до н. э.).

## Содержание
- Переход евреев через Иордан (гл.3-4)
- Взятие Иерихона и явление «вождя воинства Господня» (гл.5-6)
- Война с Гаем (гл.7-8)
- Война против аморейской коалиции Адониседека (гл.9-10): взятие Хеврона (10:36, 37)
- Ополчение Иисуса Навина доходит до города Сидон (11:7) и разоряет город Асор (11:10, 11)
- Распределение завоеванной земли между коленами Израиля (гл.13-19)

## Переводы

### На церковнославянский язык
- в составе Острожской библии, 1581[9]
- в составе Елизаветинской Библии, 1751[10]

### На русский язык
- Архимандрита Макария, 1860—1867[11]
- в составе Синодального перевода, 1875[12]
- группы переводчиков под руководством Давида Йосифона, издательство «Мосад Рав Кук», 1975[13]
- М. Г. Селезнёва, в составе перевода Российского Библейского общества, 2003[14], переиздан в 2011 и 2015 г.г.[15]
- Л. Ф. Максимова (Арье Ольман), Алины Позиной, 2006[16]
- М. Л. Ковсан, 2013[17]